# Долина драконов
«Долина драконов» (англ. Valley of the Dragons) — американский научно-фантастический фильм 1961 года, снятый режиссёром Эдвардом Берндсом, основанный на романе Жюля Верна «Гектор Сервадак» и на фильме «Миллион лет до нашей эры».

## Сюжет
1881 год. Алжир. Двое мужчин — ирландец Майкл Деннинг и француз Гектор Сервадак готовятся к дуэли. В этот момент в небе появляется комета, приближение которой сопровождается стихийными природными явлениями. Когда стихия утихает, мужчины оказываются на поверхности кометы, населённой пещерными людьми и доисторическими животными. По воле случая мужчины оказываются разделёнными. Гектор Сервадак находит убежище у людей речного племени, где он влюбляется в блондинку — красавицу Дину. А Майкл Деннинг попадает в племя пещерных людей, где влюбляется в брюнетку по имени Натита. Обоим племенам предстояло пережить последствия извержения вулкана и благодаря знаниям мужчин в современном мире отбиться от атакующих динозавров. В итоге мужчинам удаётся помирить и научить жить в дружбе два враждующих племени. По подсчётам, двое землян надеются на возвращение домой не раньше, чем через семь лет, когда комета снова сможет приблизиться к Земле.  

## В ролях
| Актёр              | Роль            |
| ------------------ | --------------- |
| Чезаре Данова      | Гектор Сервадак |
| Шон Макклори       | Майкл Деннинг   |
| Джоан Стейли       | Дина            |
| Даниэль Де Мец     | Натита          |
| Грегг Мартелл      | Од-Лу           |
| Гил Перкинс        | Тарн            |
| А. Стэнфорд Джолли | Пату            |
| Майкл Лейн         | Анока           |
| Роджер Тиль        | Видаль          |
| Марк Демпси        | Эндрюс          |
| Джерри Саншайн     | Леклерк         |
| Долли Грей         | Мара            |

## Съёмочная группа
- Режиссёр: Эдвард Берндс
- Продюсеры: Байрон Робертс, Аль Цимбалист
- Сценаристы: Эдвард Бернс, Роберт Цимбалист
- Оператор: Брайдон Бейкер
- Композитор: Руби Раксин